# Orr
Orr és una població dels Estats Units a l'estat de Minnesota. Segons el cens del 2000 tenia 249 habitants.

## Demografia
Segons el cens del 2000, Orr tenia 249 habitants, 112 habitatges, i 70 famílies. La densitat de població era de 71,7 habitants per km².
Dels 112 habitatges en un 33% hi vivien nens de menys de 18 anys, en un 50,9% hi vivien parelles casades, en un 6,3% dones solteres, i en un 37,5% no eren unitats familiars. En el 36,6% dels habitatges hi vivien persones soles el 23,2% de les quals corresponia a persones de 65 anys o més que vivien soles. El nombre mitjà de persones vivint en cada habitatge era de 2,22 i el nombre mitjà de persones que vivien en cada família era de 2,87.
Per edats la població es repartia de la següent manera: un 25,7% tenia menys de 18 anys, un 6% entre 18 i 24, un 27,3% entre 25 i 44, un 20,5% de 45 a 60 i un 20,5% 65 anys o més.
L'edat mediana era de 38 anys. Per cada 100 dones de 18 o més anys hi havia 90,7 homes.
La renda mediana per habitatge era de 27.222 $ i la renda mediana per família de 38.571 $. Els homes tenien una renda mediana de 32.292 $ mentre que les dones 15.000 $. La renda per capita de la població era de 14.776 $. Entorn del 12,9% de les famílies i el 16,4% de la població estaven per davall del llindar de pobresa.

## Poblacions més properes
El següent diagrama mostra les poblacions més properes.